# Manège militaire de Fort York
Le manège militaire de Fort York (Fort York Armoury en anglais) est un manège militaire situé à Toronto au Canada construit en 1935. Il sert de garnison à plusieurs unités de la Première réserve de l'Armée canadienne et du mouvement des cadets du Canada. Il est situé au carrefour de la rue Fleet et du boulevard Fort York près du site historique de Fort York dans le quartier de Fort York (en).

## Unités
Le manège militaire de Fort York est l'hôte de quatre unités de la Première réserve de l'Armée canadienne : The Queen's York Rangers (1st American Regiment) (RCAC), The Royal Regiment of Canada, le 32e Régiment des transmissions et l'école de combat de la 32e Brigade.